# Ratpenat de dits llargs de les Ryukyu
El ratpenat de dits llargs de les Ryukyu (Miniopterus fuscus) és una espècie de ratpenat de la família dels vespertiliònids. És endèmic d'algunes illes meridionals del Japó.